# 영광 류씨
영광 류씨(靈光柳氏)는 전라남도 영광군을 본관으로 하는 한국의 성씨이다.

## 역사
시조 류언(柳漹)의 아들 류두명(柳斗明)이 1392년(태조 1) 장무낭사(掌務郎舍), 1398년 교서감(校書監), 1401년(태종 1) 밀양부사, 1404년 집의(執義), 1407년 우사간대부(右司諫大夫)를 지내고, 나주목사를 거쳐 대언(代言)이 되었다.
류두명의 아들 류규(柳規)는 1426년(세종 8) 무과에 급제하여 권지훈련녹사(權知訓鍊錄事)·군기시녹사·선공감직장(繕工監直長)·진주판관·사헌부감찰, 황해도경력(黃海道經歷)·원평부사(原平府使)·평양소윤·한성부소윤을 역임하였다. 1453년(단종 1) 장령(掌令)을 지낼 때 권력층에 대한 언사가 격하여 군기시부정(軍器寺副正)으로 좌천되었으나 이듬해 집의(執義)가 되었고, 1455년(세조 1) 첨지중추원사·형조참의와 황해도관찰사 겸 병마절제사를 역임하였으며, 호조참의가 되었다. 
류규의 아들 류자환(柳子煥)이 1468년(예종 즉위년) 계유정난(癸酉靖難) 때 정난공신 3등에 책록되자 류규(柳規)는 행첨지중추부사(行僉知中樞府事)로 등용되었다. 류자환(柳子煥)은 도승지·대사헌·전라도 관찰사 등을 지내고, 오성군(筽城君)에 봉해졌으며, 류규의 서자 류자광(柳子光)은 1506년(중종 1) 중종반정에 참여하여 정국공신(靖國功臣) 1등으로 무령부원군(武靈府院君)에 봉해졌다.

## 본관
영광(靈光)은 전라남도 영광군 일대의 지명이다. 백제 때는 무호이군(武戶伊郡)이라 불렸다. 660년(신라 무열왕 7)에 모지(牟支)로 개칭하였다가 757년(경덕왕 16)에는 무령군(武靈郡)으로 바꾸고, 장사현(長沙縣)‧무송현(茂松縣)‧고창현(高敞縣) 등을 영현으로 삼았다. 940년(고려 태조 23)에 영광군(靈光郡)으로 바꾸었고, 속현으로 함풍현(咸豊縣：咸平)‧모평현(牟平縣：咸平)‧장사현(長沙縣)‧무송현(茂松縣)‧해제현(海際縣：무안군 해제면 일대)‧삼계현(森溪縣：장성군 삼계면‧삼서면 일대)‧임치현(臨淄縣：영광군 염산면‧백수읍 일대)‧육창현(六昌縣：영광군 군남면 일대)을 거느린 대읍이었다. 정주(靜州) 또는 오성군(筽城郡)으로도 불렸다. 조선시대에도 영광군을 유지했으나, 1755~64년에 현으로 강등되기도 하였다. 1896년에는 전라남도 영광군이 되었고, 1955년에는 영광면이 읍으로 승격하였다.

## 인물
영광 류씨는 조선시대 문과 급제자 3명을 배출하였다.
문과
류방(柳房) 류자광(柳子光) 류자황(柳子晃)
무과
류몽기(柳夢起) 류화춘(柳華春)
생원시
류자황(柳子晃) 류창서(柳昌緖)
진사시
류동규(柳東奎) 류천(柳阡)

## 인구
- 1985년 228가구, 964명
- 2000년 428가구, 1,475명